# Urban Andersson (volleybollspelare)
Urban Andersson, född 17 maj 1975 är en volleybollspelare. Han spelade 133 landskamper med svenska landslaget. Andersson spelade på klubbnivå förutom i Sverige även i Spanien och Italien.